# Військова Медаль (Люксембург)

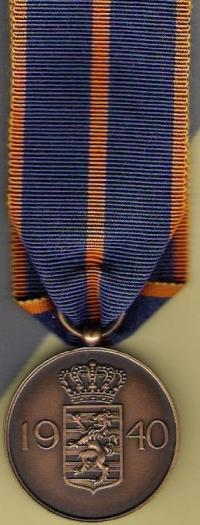
Реверс медалі

Військова медаль (фр. Médaille militaire, нім. Militärmedaille) — вища військова нагорода Люксембургу. Заснована 30 жовтня 1945 року великою герцогинею Шарлоттою.

## Опис
Медаль являє круглий бронзовий диск. На аверсі зображений профіль Шарлотти. На реверсі також зображений герб Люксембургу.

## Найвідоміші нагороджені
- Дуайт Ейзенхауер, 3 серпня 1945 року[3]
- Принц Чарльз Бельгійський, 1 грудня 1945[3]
- Вінстон Черчилль, 14 липня 1946[3]
- Бернард Монтгомері, 17 листопада 1948[3]
- Шарль де Голль, 1 жовтня 1963[3]
- Жан, 17 грудня 2002[3]